# Óscar Jiménez
Óscar Armando Jiménez Campos (Ilopango, 18 aprile 1979) è un calciatore salvadoregno, centrocampista dell'Universidad de El Salvador.

## Carriera

### Club
Comincia a giocare nell'Atlético Marte. Nel 2003 si trasferisce al Platense Municipal. Nel 2005 passa all'Intipucá. Nel 2006 si accasa all'Once Municipal. Nel 2007 viene acquistato dal FAS. Nel 2008 passa al Alianza. Nel 2009 viene ceduto all'Isidro Metapán. Nel 2011 si trasferisce al Luis Ángel Firpo. Nell'estate 2012 passa all'Once Municipal. Nel gennaio 2013 si accasa alla Juventud Independiente. Nell'estate 2016 viene ceduto al Chalatenango. Nel gennaio 2017 viene acquistato dall'Universidad de El Salvador.

### Nazionale
Ha debuttato in Nazionale il 22 gennaio 2008, nell'amichevole Belize-El Salvador (0-1). Ha partecipato, con la Nazionale, alla Gold Cup 2009. Ha collezionato in totale, con la maglia della Nazionale, 24 presenze.